# Lotus Approach
Lotus Approach ist eine Datenbanksoftware des Unternehmens Lotus Development Corporation (heute ein Unternehmen von IBM).
Mit Approach lassen sich sogenannte Ansichtsdateien für Datenbanken erstellen, mit denen der Anwender Zugriff auf die zugrunde liegende Datenbank und deren Daten nehmen kann. Approach kann mit einer Vielzahl von Datenbankformaten umgehen und auch auf viele ODBC-Datenquellen zugreifen.

## Datenbankkonzept
Die Ansichtsdatei enthält die Definition sämtlicher Datenbankverbindungen, Formulare, Berichte, Diagramme und Tabellen, die der Anwender in der Datenbank benötigt (und die der Entwickler definiert hat).
Die eigentlichen Daten sind nicht in der Ansichtsdatei gespeichert, sondern in der zugrunde liegenden Datenbank. Approach verwendet standardmäßig Datenbankdateien im dBASE-IV-Format um die Daten zu speichern. Es können aber auch andere Datenbankformate wie z. B. IBM DB2, Oracle, Paradox oder auch MySQL ausgewählt werden. Hierbei gelten für Approach jeweils die Beschränkungen der ausgewählten Datenbank (z. B. bei dBASE IV beträgt die maximale Dateigröße 2 Gigabyte).
Die Ansichtsdateien sind portabel. Das bedeutet, dass eine mit Approach erstellte Ansichtsdatei auch auf einem anderen Rechner mit installiertem Approach nutzbar ist. Approach lässt sich mittels der enthaltenen Script-Sprache Lotus Script (ähnlich Visual Basic) programmieren und in seinem Funktionsumfang erweitern.
Anders als z. B. mit Microsoft Access lassen sich mit Approach keine selbstständig ablaufenden Anwendungen erstellen, da keine entsprechende Laufzeitbibliothek existiert. Das bedeutet, dass Approach beim jeweiligen Anwender lokal (oder auf einem Terminalserver) installiert sein muss.
Approach wurde als Einzelanwendung oder im Paket mit der Lotus Smartsuite verkauft. Die jüngste Version ist 9.8.6 (Stand 2008).

## Dateiformat
Das Dateiformat der Ansichtsdateien ist proprietär und kann nicht ohne weiteres von anderen Programmen gelesen werden. Die Approach-Ansichtsdateien enden auf:
- .APR = Ansichtsdateien
- .ADX = Indexdateien
- .OYZ = entstehen zusätzlich, wenn die ADX-Datei defekt ist.

Die Datenbankdateien sind (je nach gewähltem Format) auch von anderen Datenbankanwendungen nutzbar. Das Standarddateiformat für die Datenbankdateien ist dBASE IV. Die Dateitypen, die hier von Approach benutzt werden, sind:
- .DBF = Datenbankdatei
- .DBT = Zusatzdatei für Memo- und binäre Felder